# 무네히촌
무네히촌(宗檜村)은 나라현 요시노군에 있던 촌이다. 현재의 고조시 니시요시노정의 일부에 해당한다.

## 역사
- 1889년 4월 1일 - 정촌제 시행에 의해 요시노군 무네히촌이 성립하였다.
- 1956년 1월 1일 - 시로가네촌, 아노촌과 합병해, 니시요시노촌이 성립하여, 동일 무네히촌은 폐지되었다.

## 교통

### 철도노선
촌내를 통과하는 철도 노선 없음 

### 도로
- 2급국도 제168호선 (현 국도 제168호선)